# Sverige-Finland
Sverige-Finland er en betegnelse, man somme tider bruger for Sverige og Finland i tiden mellem Kalmarunionen og Napoleonskrigene, altså perioden fra det 15. århundrede til det 19. århundrede. I 1809 blev landet splittet, og den østlige del blev afstået til Rusland som Storfyrstendømmet Finland i en personalunion med det kejserlige Rusland. Selvom begrebet Sverige-Finland ses på linje med Danmark-Norge, var Finland mere en provins af Sverige, end Norge var af Danmark. I Middelalderen blev Finland kendt under navnet Österland (det østlige land). Men senere i det 18. og 19. århundrede blev Finland et mere almindelige navn i stedet for Österland.
Finland er to gange blevet besat af russiske tropper, første gang i 1714-1721, anden gang i 1742-1743. Finland var almindeligt kendt som finnernes land, der er det flertallet af befolkningen som taler finsk.

## Reformationen
Efter, at Finland var blevet befriet fra de danske tropper i 1523, indtrådte reformationen i lighed med udviklingen i Sverige. Efter, at Finlands sidste katolske biskop, Arvid Kurck, vat død i 1522, blev Åbo biskopsstift 1524-1527 ledet af Erik Svensson som valgbiskop ("eloctus"), som ikke udøvede fuld biskopsmyndighed. Efter dennes afgang udså kongen Martin Skytte til biskop i Åbo (1528-50). Skytte blev indviet til sit embede på almindelig katolsk måde og forblev for sit eget vedkommende overvejende tro over for den gamle lære, men han kom statsmagten i møde ved reformationens gennemførelse.
År 1531 afholdtes den første svenske messe i Åbo, og nogen tid der efter forordnedes, at gudstjenesten skulle holdes på landets sprog. År 1537 nedbrændte dominikanerklosteret i Åbo, og i 1538 blev munkene drevet ud af franciskanerklosteret i Raumo. Også landets øvrige klostre, franciskaner- og dominikanerklostrene i Vyborg samt Kökars franciskanerkloster, led snart en tilsvarende skæbne. Kun birgittinerklosteret i Nådendal fortsatte, i nogen udstrækning, til århundredets slutning.
Samtidig med, at de gamle kirkeordninger blev ophævede, tilegnede Gustav Vasa sig med stor hensynsløshed en stor del af kirkernes indkomster og ejendomme. Uddannelsesanstalterne blev forsømte, men rektoren ved Åbo katedralskola, siden biskop (1554-57), Mikael Agricola virkede for dannnelsens fremme. Han indtager en betydningsfuld plads i Finlands uddannelseshistorie, især som forfatter til finske kirkelige skrifter og af oversættelser fra Bibelen. Om Finlands første reformator, Peder Särkilaks vides kun lidt. Biskopsstiftet blev delt i 1554, hvorved Paul Juusten blev biskop i Vyborg stift (1554-1563).

## Økonomisk udvikling under Gustav Vasas regeringstid
I økonomisk henseende var Gustav Vasas regeringstid en god tid. Især anvendtes megen opmærksomhed mod de øde, indre bygders, de såkaldte erämarkers, bosættelse. Til de ubebyggede nordlige områder i Savolax, Tavastland og Satakunta, og tillige til egnene omkring Ule träsk, sendtes nybyggere. Mange kom fra Savolax, hvorfra statholderen på Nyslott, Gustaf Fincke, ivrigt fremmede koloniseringen. Helsingfors ("Gamle Helsingfors") grundlagdes 1550 ved Vanda ås munding. Gustav Vasas toårige krig mod Rusland (1555-57), som sluttede med freden i Moskva i marts 1557, hæmmede ikke den økonomiske udvikling ret meget.

## Krigstider
De økonomiske fremskridt under Gustav Vasas fredelige regering gik for en stor del tabt igen under hans sønners tid. Den første strid mellem Erik 14. og hertug Johan, hvis i 1556 grundlagte hertugdømme omfattede det Egentlige Finland, Satakunta, Åland og en del af Nyland, udkæmpedes i Finland, idet hertug Johan på Åbo Slot blev belejret og taget til fange i (1563).
Den krig mod Rusland, som udbrød i begyndelsen af Johan 3.s regeringstid (i 1570), udøvede en yderst negativ indflydelse på forholdene i Finland derved, at Finland var de svenske troppers våbenplads og proviantmagasin. Desuden blev det østlige Finland hærget under flere krigstog. Under denne krig, 1581, fik Finland titel af storfyrstendømme. Den finske adel vandt under krigen indflydelse og gjorde til og med krav på særlige privilegier. Efter freden i Teusina (1595) fastsattes, med Nöteborg-traktaten fra 1323 som grundlag, grænsen ved fra begge sider udpegede grænsekommissærer.
Kort der efter blev Finland og Estland en af hovedskuepladserne for kampen mellem hertug Karl og kong Sigismund. Den øverstbefalende i Finland, rigsmarsken Klas Eriksson Fleming, havde kort efter Johan 3.s død (1592) vist tendenser i retning af at modsætte sig hertug Karls befalinger. I dette blev han opmuntret af Sigismund. Forgæves forsøgte hertug Karl og det svenske rigsråd at få ham til at komme til Stockholm. Han nægtede at adlyde deres befalinger og udviste endnu mindre respekt for de beslutninger, som var blevet trufne på Söderköpings riksdag i (1595). Samtidigt drev han en hensynsløs politik over for almuen i Finland. Særlig stor var vreden i Österbotten, hvis bønder gjorde oprør. Således udbrød klubbekriget (1596-97).
De dårligt organiserede østerbottniske bønder blev nedkæmpede i flere sammenstød, blandt hvilke det mest markante var slaget ved Ilmola å 24. februar 1597. Natten mellem 12. og 13. april 1597 døde Fleming. Men situationen forbedredes ikke, thi hans politik blev genoptaget og fuldført af Arvid Eriksson Stålarm og andre ledende mænd blandt den finske adel. Det viste sig imidlertid snart, at Finland ikke længe kunne opretholde en særstilling. Allerede i 1597 erobrede hertug Karl, efter en kort belejring, Åbo Slot, hvilket dog hen imod slutningen af året atter faldt i Arvid Stålarms hænder, og 1599 kvaltes det finske oprør fuldstændigt. Den finske adel måtte der efter afstå fra sine krav på særlige privilegier.

## Fredstider
Under Karls regeringstid grundlagdes byerne Uleåborg i 1605 og Vasa i 1606. Gustav II Adolf (1611-32) besøgte selv flere gange Finland og i Helsingfors indkaldtes 1616 til en landdag for alle stænderne. Finlands udvikling gik nu hurtigere end tidligere. Ved freden i Stolbova (1617) sikredes grænsen mod Rusland;. Oprettelsen af Åbo hovrätt (1623) indledte en ny æra for det finske retsvæsen. Flere skoler, blandt andet et gymnasium i Åbo (1630) blev oprettede.
Under dronning Kristinas regeringstid virkede Per Brahe, som Finlands generalguvernør (1637-1640 og 1648-1654), stærkt for den kulturelle udvikling i Finland. I samarbejde med biskop Isak Rothovius (1627-1652), virkede han især for undervisningsvæsenets forbedring. Trivialskolor indrettedes i de større, pedagogier i de mindre byer. År 1640 grundlagdes i Åbo det finska universitet, Kungliga Akademien i Åbo, hvilket fra denne tid var centralt for uddannelsen i Finland. Flere nye byer anlagdes. Tavastehus blev oprettet i 1639 ved Vånåstråten, Helsingfors flyttedes 1640 til sin nuværende plads på Sörnäs odde. Vyborg havde udviklet sig til et hovedcenter for tjæreeksport, og for at støtte denne handel oprettedes Nyslott i 1639, Lappstrand i 1649 og Veckelaks i 1653.
Men også tidens misforhold, det tiltagende adelsvælde og forleningsvæsenet, ramte Finland. Per Brahe selv havde i forlening en stor del af det nordlige og mellemste Finland. Også slægterne Leijonhufvud, Horn, Wittenberg, Oxenstierna og Tott havde betydelige grevskaber og friherreskaber i Finland. Særlig ulykkelig var situationen i Kexholms län, hvis skæbne var nært forbundet med Finlands efter, at det ved freden i Stolbova var blevet forenet med riget, skønt det endnu ansås at ligge uden for Finlands område. Statsmagten formåede ikke at indføre en ordnet forvaltning og organisation i dette landskab, hvor der under de langvarige krige rådede næsten fuldstændig lovløshed. Landskabets befolkning, som tilhørte den græsk-ortodokse kirke, følte et bittert nag mod den nye ledelse. Man forsøgte forgæves at konvertere befolkningen til den lutherske tro og bremse de korrumperede embedsmænd. Til sidst blev hele landskabet forlenet til et antal adelsmænd, hvilket blot førte til, at forholdene blev endnu værre.

## Det russiske invasionsforsøg
Mens Sverige under Karl 10. Gustavs (1654-1660) regering lå i krig med Polen og Danmark, gjorde Rusland et forsøg på at erobre østersøprovinserne og Finland. Finland, hvis soldater overvejende tjente i Karl Gustavs hære, var næsten udtømte for tropper, men trods dette modstod Finland invasionen. Borgere, bønder og skoleungdom bidrog til forsvaret. Stænderne, som 1656 og 1657 samledes til landskabsmöder i lenenes hovedbyer, bidrog også. Den ikke ret lange krig (1656-1658), som afsluttedes ved våbenstilstanden i Vallisaari (1658), bekræftet ved freden i Kardis (1661), er betydningsfuld i Finlands historie ved de forandringer, som skete i Kexholms läns befolkningsforhold. Lenets græsk-katolske befolkning blev under krigen for størstedelens vedkommende udryddet eller fordrevet, og indbyggere af luthersk bekendelse flyttede ind fra vest. Kexholms län blev fra denne tid nærmere knyttet til riget og Finland.

## Reduktionen og indelningsverket
Karl 11.s regering (1660-1697) er i Finlands historie kendetegnet ved reduktionen, højadelens fald og inddelingsværket. Forsvaret, hvis spor kan følges helt til Karl 9.s tid, afsluttedes i 1680'erne, hvor efter Finland havde tre inddelte kavalleriregimenter. Roteringen ordnedes ved knektekontrakter, som i 1690'erne blev indgåede med almuen (med Österbottens almue sluttedes dog knektekontrakt først 1733). Syv roterede infanteriregimenter blev opstillet. Befalingsmændenes aflønning stilledes på inddelt fod ved indrettelsen af boliger. Den finske inddelte hær opgik til en styrke på 10.200 mand.
Tiden prægedes af en religiøs ortodoksi. Den synkretistiske biskop Johannes Terserus' (1658-1664) afsættelse blev en stor sejr for ortodoksien, som herskede under biskopperne Johannes Gezelius d.æ. (1664-1690) og dennes søn Johannes Gezelius d.y. (1690-1718). Den velstand, som den lange fredstid havde givet ophav til, mindskedes betydeligt ved de katastrofale misvækster, som hærgede landet under Karl 11.s sidste regeringsår.

## Store Nordiske Krig
Karl 12.s regering (1697-1718) danner, ved Store Nordiske Krigs hærgninger, en dyster periode i Finlands historie. Under krigens første år forsøgte hærledelsen for den i Finland tilbageværende svage krigsmagt, Abraham Cronhjort og Georg Johan Maidel, forgæves at stoppe zar Peters nye anlæg, Kronstadt og Petersborg. Stillingen blev endnu sværere efter, at ledelsen i 1707 overdroges den uduelige generalmajor Georg Lybecker. Vyborg erobredes 1710, hvorved det østlige Finland faldt i fjendens hænder. Zaren selv gik i land i 1713 ved Helsingfors. I slaget ved Pälkäne 1713 (ved Pälkäne kirke) og slaget ved Storkyro 19. februar 1714 (ved Napo by i Storkyro socken) forsøgte Lybeckers efterfølger Carl Gustaf Armfelt forgæves at slå fjenden tilbage. Efter at være blevet besejret blev han tvunget til at trække sig tilbage til Sverige. Ved slaget ved Rilax 27. juli 1714, hvor Nils Ehrenschiöld udmærkede sig, fik zar Peter tillige herredømmet til søs.
En stor del af indbyggerne forlod der efter landet. De, som blev tilbage, i særdeleshed almuen, var overladte til russernes forgodtbefindende. Landet ramtes af store ødelæggelser. Den russiske overgeneral, fyrst Michail Golitsyn, forsøgte at lette finnernes byrder men formåede kun i liden grad at hæmme "Stora ofredens" ulykker. I freden i Nystad (1721) blev det sydlige og sydøstre Karelen med byerne Vyborg, Kexholm og Sordavala afståede af Sverige til Rusland. Grænsen blev trukket fra Vederlax kirke, som forblev på den svenske side, 5-15 km fra havkysten samt videre nord om Vyborg og langs den linje, som endnu i begyndelsen af 1900-tallet adskilte Viborgs län og Kuopio län fra hinanden.

## Genopbygning og nye krige
På råd af to kommissioner, som var blevet oprettede for undersøgelse af landets tilstand, bevilgedes skattefrihedsår for hemmansejre på landet og byernes indbyggere. Undervisningsanstalterne og administrationen genopbyggedes. Forsvarsvæsenet genoprettedes på nyt grundlag. Folkemængden genvandt hurtigt tabene. I den med Rusland forenede del af Finland ramlede almuen i strid ved forleninger til russiske herrer, hvorved de så kaldte donationsgodser i disse egne opkom.
Skønt størstedelen af det finske folk genskabte den gamle forbindelse med Sverige, indebar dog fremtiden truende farer. Hattepartiets russiske krig (1741-1743) viste hvor usikker, stillingen var. Fjenden gik mildere til veje end under "Stora ofreden", men kejserinde Elisabeths manifest fra 18. marts 1742 talte om Finlands forening med Rusland som en særskilt stat under russisk beskyttelse og vidnede om den russiske regerings hensigter. Selv efter, at freden i Åbo (1743) var blevet indgået, hvorved et stort område med byerne Fredrikshamn, Villmanstrand og Nyslott blev afståede til Rusland, og Kymmene älv blev grænseflod, forsøgte Elisabet at forøge sin indflydelse i Finland.
Under de følgende år under Fredrik 1.s regering og Adolf Fredriks tid (1751-1771) befæstedes det svenske sprogs stilling som Finlands kultursprog. Det finske sprog forbisås, delvis på grund af fokusset på Finlands økonomiske udvikling. De naturvidenskabelige og økonomiske studier blev bedrevet under ledelse af blandt andre Johan Browallius og Karl Fredrik Mennander. Ved Kungliga Akademien i Åbo indrettedes 1747 et professorat i økonomi. Kæropdyrkninger opmuntredes. De ved Bottniska Viken beliggende byers handel voksede efter, at det gamle bottniska handelstvånget under 1765-66 års rigsdag var blevet afskaffet. Finnen Anders Chydenius var en fremtrædende person i afskaffelsen. Fra kommissioner og rigsdagsdeputationer, som regeringen og rigsdagene satte sammen for de finske anliggender, kom planen om storskifte frem. Dette gennemførtes dog kun i beskeden udstrækning. Opførelsen af Sveaborgs fæstning begyndte 1749 under ledelse af Augustin Ehrensvärd. 1772 års revolution gennemførtes i Finland af Jakob Magnus Sprengtporten.
I hovedsagen fortsatte Finlands udvikling i uforandret retning under Gustav 3.s regering (1771-1792). Storskiftet fik fart ved en forordning fra 1775. Ved denne forordning tilfaldt en del af skovarealerne jordejerne, og det øvrige ryddedes for kronens regning. Landets inddeling i seks len (mod tidligere fire len), oprettelsen af Vasa hovrätt (1775, indviet 1776) og forbedringen af Finlands forsvarsvæsen ved vargeringen og passevolansen er tiltag fra denne tid.
Den øverstbefalender for Savolaxbrigaden, Göran Magnus Sprengtporten, som 1786 var flyttet til Rusland, smedede planer om at tage Finland fra Sverige. Uroen brød ud i begyndelsen af krigen mod Rusland 1788-90. Efter, at kongens angreb på Fredrikshamn var strandet, satte selvstændighedsmændene Jan Anders Jägerhorn, K. H. Klick med flere, op den så kaldte Liikalanote 9. august 1788, som var ment for at åbne fredsforhandlinger med Katharina 2. af Rusland. Jägerhorn, som afleverede noten i Petersborg, havde dog ringe fremgang. Siden fulgte undertegnelsen af Anjalaforbundsakten 12. august 1788, hvorved man ville formå kongen at slutte fred og sammenkalde stænderne. Rørelsen, hvor selvstændighedsbestræbelserne ikke længere var bestemmende, overgik der efter endda til de svenske regimenter. Ved at i hast vende tilbage til Sverige undgik Gustav 3. den truende fare.
Folkets uvilje mod planerne om at i Finland grundlægge et adelsvælde under russisk beskyttelse havde tydeligt givet sig til kende, og kongen kunne derfor, efter at konspirationens kraft var blevet brudt, uden forhindringer fuldføre krigen mod Rusland. År 1789 måtte kongen, som var rykket ind på det russiske område, efter nederlaget i slaget ved Kaipiais den 15. juli trække sig tilbage over Kymmene älv. Krigshændelserne i Savolax var ikke afgørende. Den 24. august blev skærgårdsflåden besejret i det første slag ved Svensksund. 1790 års krig begyndte med mindre krigshændelser i Savolax. Kongens plan om at lade skærgårdsflåden operere for sig ledte til vyborgske gadeløb 3. juli 1790. Krigshændelserne sluttede med den svenske skærgårdsflådes sejr i det andet slag ved Svensksund, 9. juli 1790. Freden i Värälä den 14. august 1790 medførte ingen grænseforandring.
Under Gustav 4. Adolfs regering (1792-1809) fortsatte den patriotisk-økonomiske politik og uddannelsesbestræbelserne. Finska hushållningssällskapet, som blev stiftet 1797, udøvede en nyttig virksomhed for jordbrugets og næringernes fremme. Kungliga Akademien i Åbo, blandt hvis lærere fandtes Henrik Gabriel Porthan, Matthias Calonius, Frans Michael Franzén og Jacob Tengström, stod under denne tid på højden af sin anseelse. Finland havde nu en fast base for sin videre kulturelle udvikling.

## Finske krig
Efter, at kejser Alexander 1. af Rusland under Napoleonkrigene havde opfordret Gustav 4. Adolf til at bryde med Storbritannien, indledtes den finske krig ved, at han den 21. februar 1808 lod sine tropper under Fredrik Vilhelm von Buxhövden gå over Kymmene älv og overfalde Sverige. Den finske hær, som opdeltes i to afdelinger, den ene ved Kymmene, over hvilken hærføreren Mauritz Klingspor tog befalingen, den anden i Savolax under Johan Adam Cronstedt, retirerede hurtigt nord på helt til Gamlakarleby og Uleåborg. Det sydlige Finland besattes af fjenden. Svartholm faldt den 18. marts, Hangö oddes små stillinger den 21. marts, og Åbo besattes den 22. marts. Hovedfæstningen Sveaborgs modstandskraft svækkedes ved forræderiske mytterier, som stod i forbindelse med de gamle selvstændighedsplaner. Den øverstbefalende Carl Olof Cronstedt gav efter, og fæstningen besattes den 4-6. maj af russerne.
De finske tropper var efter sejre i slaget ved Siikajoki, slaget ved Revolax og slaget ved Pulkkila (18. og 27. april samt 2. maj) rykket syd på. Vestre armén sejrede under Carl Johan Adlercreutz i slaget ved Nykarleby den 24. juni. Russernes stilling blev brudt i slaget ved Lappo 14. juli, og östra armén generobrede under Johan August Sandels en stor del af Savolax. Der efter drog Sandels sig tilbage og indtog en fast stilling ved Toivola pas nord for Kuopio.
Snart fik russerne betydende forstærkninger. De finske tropper måtte trække sig tilbage og led det afgørende nederlag i slaget ved Oravais den 14. september. Ved konventionen i Olkijoki 19. november bestemtes, at den finske armé skulle trække sig tilbage vest for Kemi älv. De russiske ekspeditioner over Åland, Kvarken og Torneå i marts 1809 ledte blandt andet til konventionen i Kalix 25. marts 1809, hvorved den finske armés hovedafdeling nedlagde sine våben. Krigen afsluttedes efter slaget ved Skellefteå 15. maj, slaget ved Hörnefors 5. juli samt slaget ved Sävar og slaget ved Ratan 19. og 20. august. I freden i Fredrikshamn 17. september 1809 afstod Sverige til Rusland de seks finske len samt Åland og en del af Västerbotten indtil Torne og Muonio elve.